# Perfil
Pour les articles homonymes, voir Perfil (homonymie).
Perfil est un journal argentin édité à Buenos Aires qui paraît le samedi et le dimanche. Il est lancé une première fois en tant que quotidien en 1998 et cesse de paraître au bout de quelques mois faute de ventes suffisantes. Il est relancé en septembre 2005 en tant qu'hebdomadaire. Il est tiré à 75 000 exemplaires.